# 명견만리
《명견만리》는 KBS 1TV에서 방송되었던 시사교양 프로그램이다.

## 기획 의도
통찰력으로 무장한 지성교양인이 매주 출연해 우리 사회가 당면한 미래 이슈를 직접 취재하고 강연을 통해 청중과 직접 소통하고 공감을 이루는 시사교양 프로그램이다.

## 방송 시간
| 방송 채널 | 방송 기간                          | 방송 시간                                |
| --------- | ---------------------------------- | ---------------------------------------- |
| KBS 1TV   | 2015년 3월 12일 ~ 2015년 3월 13일  | 매주 목요일 ~ 금요일 밤 10시 ~ 10시 55분 |
| KBS 1TV   | 2015년 4월 23일 ~ 2015년 4월 24일  | 매주 목요일 ~ 금요일 밤 10시 ~ 10시 55분 |
| KBS 1TV   | 2015년 6월 18일 ~ 2016년 1월 8일   | 매주 목요일 ~ 금요일 밤 10시 ~ 10시 55분 |
| KBS 1TV   | 2015년 3월 26일 ~ 2015년 4월 9일   | 매주 목요일 밤 10시 ~ 10시 55분          |
| KBS 1TV   | 2018년 4월 26일                    | 매주 목요일 밤 10시 ~ 10시 55분          |
| KBS 1TV   | 2016년 2월 5일 ~ 2017년 8월 18일   | 매주 금요일 밤 10시 ~ 10시 55분          |
| KBS 1TV   | 2018년 4월 6일 ~ 2018년 4월 20일   | 매주 금요일 밤 10시 ~ 10시 55분          |
| KBS 1TV   | 2018년 8월 3일 ~ 2018년 9월 7일    | 매주 금요일 밤 10시 ~ 10시 55분          |
| KBS 1TV   | 2018년 2월 23일 ~ 2018년 3월 9일   | 매주 금요일 밤 9시 40분 ~ 10시 35분      |
| KBS 1TV   | 2018년 3월 16일 ~ 2018년 3월 23일  | 매주 금요일 밤 9시 50분 ~ 10시 45분      |
| KBS 1TV   | 2018년 9월 14일 ~ 2018년 11월 9일  | 매주 금요일 밤 10시 ~ 10시 50분          |
| KBS 1TV   | 2020년 11월 8일 ~ 2020년 12월 27일 | 매주 일요일 저녁 7시 10분 ~ 8시          |

## 방송 시리즈
| 방송 시즌 | 방송 횟수 | 방송 횟수 | 프로그램명    | 방송 기간                          | MC                    |
| --------- | --------- | --------- | ------------- | ---------------------------------- | --------------------- |
| 1기       | 66부작    | 94부작    | 명견만리 1    | 2015년 3월 12일 ~ 2017년 8월 18일  |                       |
| 2기       | 8부작     | 94부작    | 명견만리 2    | 2018년 2월 23일 ~ 2018년 4월 26일  |                       |
| 3기       | 12부작    | 94부작    | 명견만리 3    | 2018년 8월 3일 ~ 2018년 11월 9일   | 이선영(31기) 아나운서 |
| 4기       | 8부작     | 94부작    | 명견만리 Q100 | 2020년 11월 8일 ~ 2020년 12월 27일 |                       |